# John Andersson (socialdemokrat)
För artikel om den folkpartistiske politikern med samma namn, se: John R. Andersson.
Karl John Bertil Andersson, i riksdagen kallad Andersson i Alfredshem, född 29 augusti 1894 i Bollnäs, Gävleborgs län, död 18 juli 1955 i Själevads församling, Västernorrlands län, var en svensk träindustriarbetare (svarvare) och socialdemokratisk riksdagspolitiker.
Andersson var ledamot av riksdagens andra kammare från 1941, invald i Västernorrlands läns valkrets.